# Narva (obraz Gustafa Cederströma)
Narva – obraz olejny namalowany przez szwedzkiego malarza Gustafa Cederströma w 1905, znajdujący się w zbiorach Nationalmuseum w Sztokholmie.

## Opis
Obraz przedstawia składanie sztandarów przez żołnierzy rosyjskich przed królem Szwecji Karolem XII, po jego znakomitym zwycięstwie w bitwie pod Narwą 30 listopada 1700 podczas III wojny północnej.